# اکتیج‌کلا
اکتیج‌کلا، روستایی است از توابع بخش لاله‌آباد شهرستان بابل در استان مازندران ایران.
کشت غالب مردم برنج است و در زمستان به سبزی کاری می پردازند
اکتیج کلا از واژه آکت یا آکِت + یج + کلا تشکیل شده است و معنی آن آبادی آکتی ها می باشد . یج در مازندرانی پسوند تعلق مکانیست مثل یوشیج که به معنی اهل یوش است

## جمعیت
این روستا در دهستان لاله‌آباد قرار دارد و براساس سرشماری مرکز آمار ایران در سال ۱۳۹۵، جمعیت آن ۷۶۳ نفر (۱۷۸خانوار) بوده‌است.